# Vassili Barsoukov
Pour les articles homonymes, voir Barsoukov.
Vassili Nikolaïevitch Barsoukov (en russe : Василий Николаевич Барсуков) est un aviateur soviétique, né le 6 août 1922 et décédé le 26 septembre 1990. Pilote de chasse et As de la Seconde Guerre mondiale, il fut distingué par le titre de Héros de l'Union soviétique.

## Carrière
Vassili Barsoukov est né le 6 août 1922 à Gremoutchi Routcheï (Гремучий Ручей), dans l'actuelle oblast de Tver. Il suivit les cours de l'aéroclub de Metrostoï, à Moscou, puis rejoignit l’Armée rouge en 1941 et fut breveté pilote à l'école militaire de l'Air de Tchernigov.
En juillet 1942, il fut muté comme serjant (sergent) au 18.GuIAP (régiment de chasse aérienne de la Garde), d'abord sur Yak-1 puis sur Yak-3. Lors de la bataille de Koursk, en juillet 1943, il remporta au moins 3 victoires aériennes. En janvier 1944, promu starchii leitenant (lieutenant), il reçut le commandement d'une escadrille du 18.GuIAP, et termina la guerre comme capitaine.
Quelques-uns de ses succès :
- 24 avril 1943 : 1 Bf-109
- 3 juillet 1943 : 2 Ju-87
- 17 juillet 1943 : 1 Bf-110
- 16 octobre 1944 : 2 Fw-190
- 18 octobre 1944 : 1 Fw-190
- 12 avril 1945 : 2 Fw-190

Après la Seconde Guerre mondiale, Vassili Bartsoukov continua à servir dans l'armée. En 1951, il fut diplômé de l'Institut de droit de Moscou (Московский юридический институт, МЮИ). Il prit sa retraite en 1958 avec le grade de colonel. Il travailla ensuite à Moscou dans un institut de recherche sur les techniques de la radio (en russe : Центральный научно-исследовательский радиотехнический институт). Il est décédé le 26 septembre 1990 à Moscou.

## Palmarès et distinctions

### Tableau de chasse
Vassili Barsoukov est crédité de 29 victoires homologuées, dont 22 individuelles et 7 en coopération, obtenues au cours de 360 missions et 60 combats aériens.

### Décorations
- Héros de l'Union soviétique le 19 avril 1945 (médaille no 6142)
- Ordre de Lénine
- Deux fois décoré de l’ordre du Drapeau rouge
- Ordre d'Alexandre Nevski
- Ordre de la Guerre Patriotique de 1re et 2e classe